# Maynor Figueroa
Maynor Alexis Figueroa Róchez (født 2. maj 1983 i Jutiapa, Honduras) er en honduransk fodboldspiller (midterforsvarer/ venstre back). Han spiller hos FC Dallas i USA.
Figueroa startede karrieren i hjemlandet hos klubberne Victoria og Olimpia. I 2008 blev han hentet til den daværende engelske Premier League-klub Wigan Athletic. Her spillede han de følgende fem år, og var med til at vinde FA Cuppen i 2013. Samtidig rykkede Wigan ud af Premier League, og Figueroa skiftede i sommeren samme år til Hull City.

## Landshold
Figueroa har (pr. april 2018) spillet hele 146 kampe og scoret fem mål for Honduras' landshold, som han debuterede for 31. januar 2003 i et opgør mod Argentina. Han var en del af den honduranske trup til både VM i 2010, OL 2012 og VM i 2014.